# Музыкальная рабочая станция
Музыкальная рабочая станция — электромузыкальный инструмент, объединяющий в одном корпусе драм-машину, синтезатор, секвенсор, процессор эффектов, и, как правило, оборудованный клавиатурой фортепианного типа. Современные рабочие станции также обладают семплером и иногда выпускаются в бесклавиатурном (модульном) исполнении.
Благодаря такой комбинации, рабочая станция позволяет обеспечить полный цикл создания, обработки и воспроизведения электронной музыки без принципиальной необходимости использования дополнительного оборудования. Главной особенностью музыкальных рабочих станций, отличающей их от «обычных» синтезаторов, является то, что такие устройства могут применяться не только для сольного исполнения, но и для записи музыки путём многократного наложения отдельных партий, тем самым заменяя множество музыкантов в студии. В этом смысле музыкальную рабочую станцию иногда назвают «студией звукозаписи в коробке»
Определение рабочей станции весьма условно, обычно сами производители электромузыкальных инструментов относят или не относят тот или иной свой продукт к данному классу. Близкий класс — аранжировочные станции — иногда рассматривались как подкласс рабочих станций, но с 2000-х годов основными производителями относятся к самостоятельной категории инструментов, притом заявляется об использовании в аранжировщиках технологий от рабочих станций (но функциональные возможности аранжировочных станций, как правило, урезаны).

## История
Появление первых музыкальных рабочих станций относят к концу 1970-х годов. Возможность их появления была обусловлена миниатюризацией микроэлектроники и развитием технологий электронного синтеза. Первые рабочие станции — клавишные инструменты New England Digital Synclavier и Fairlight CMI были оборудованы управляющими микропроцессорами и флоппи-дисководом для хранения банков звуков.
Появление в 1982 году стандарта MIDI для кодирования элементарных музыкальных событий, а также появление возможности хранения банков звуков в оперативной памяти создали предпосылки для следующего поколения рабочих станций. К этому же времени относится внедрение более развитых средства пользовательского интерфейса (алфавитно-цифровые дисплеи, интерфейс с персональными компьютерами) и модульные возможности программного обеспечения (позволяющие формировать и подгружать различные группы цифровых эффектов, добавлять новые возможности по обработке путём программной модификации и дополнения), поддержка кодирования временно́й информации по стандарту SMPTE.
В 1990-е годы благодаря стандартизации форматов представления семплов и их библиотек рабочие станции стали оснащаться семплерами, с середины — конца 1990-х наличие семплера фактически становится обязательным атрибутом рабочей станции. В это же время появляется развитое программное обеспечение для создания музыки на персональных компьютерах, и многие рабочие станции получили интерфейс взаимодействия с такими программами. Выпуск рабочих станций осваивают такие массовые производители, как Yamaha, Roland, Korg, Akai, снижается стоимость электронных компонентов и рабочие станции в 1990-е годы существенно дешевеют, становясь доступными для широкого круга потребителей. Наконец, миниатюризация электроники 1990-х годов и повышение интерактивности, ставшей возможной за счёт значительного прироста производительности вычислительных компонентов, позволили всё чаще использовать рабочие станции не только для студийной работы, но и для концертной деятельности.
Рабочие станции 2000-х годов выделяются прежде всего усовершенствованным пользовательским интерфейсом — большие экраны, в том числе сенсорные, позволяют интегрировать в рабочей станции широкие пользовательские возможности программного обеспечения для создания музыки, ранее доступного только на компьютерах.

## Цифровые звуковые рабочие станции
Цифровая звуковая рабочая станция (англ. digital audio workstation, DAW) — виртуальный аналог музыкальной рабочей станции, выполненный как программа или набор программ для персонального компьютера. В связи с программной расширяемостью потенциальные возможности таких студий значительно перекрывают спектр функций любых индивидуальных инструментов, потому многие полагают, что рынок рабочих станций давно исчерпал себя. При этом совокупная стоимость достаточно производительного персонального компьютера с монитором, MIDI-клавиатурой, звуковым интерфейсом, лицензионным программным обеспечением, включая библиотеки звуков, может намного превосходить цену даже самых дорогих клавишных станций, а в настройке и в использовании оказывается несоизмеримо сложнее. Кроме того, многие предпочитают звук аппаратных семплеров и «железных» аналоговых синтезаторов звучанию программных аналогов, а использование интегральных схем специального назначения в музыкальных рабочих станциях позволяет достичь высокой синхронности и производительности при гораздо меньших аппаратных затратах, чем при использовании процессоров общего назначения.